# 사상자수 순 전투 목록
다음은 세계 역사에서 일어난 사상자별 전투 또는 공세 목록이다. 이 목록에는 공성전(기술적으로는 전투가 아니지만 보통 유사한 전투 관련 또는 민간인 사망을 초래함)과 전투 중 민간인 사상자가 포함된다.
대규모 전투 사상자 수는 일반적으로 정확하게 계산하는 것이 불가능하지만, 이 목록의 일부는 다소 정확한 숫자를 포함할 수 있다. 그러나 이 수치 중 상당수는 추정치이며, 가능한 경우 추정치 범위가 제시된다. 수치는 사용 가능한 경우 모든 유형의 사상자(사망, 부상, 실종, 질병)를 표시하지만, 전체 데이터 부족으로 인해 사망자 수만 포함할 수도 있다. 가능한 경우, 목록은 포로가 집계에 포함되는지 여부를 명시한다.
이 목록에는 진주만 공격이나 도쿄 대공습과 같은 폭격 작전/공습, 난징 대학살과 같은 학살은 포함되지 않는다. 이는 대규모 사상자가 발생할 수 있음에도 불구하고 일반적으로 "전투"로 분류되지 않는데, 보통 일방적인 교전이거나 공격받은 국가가 공격자와 공식적으로 전쟁 중이지 않기 때문이다. 그러나 전술적 또는 전략적 공격은 그 자체로 전투, 소규모 전역 또는 공세인 더 큰 교전의 일부를 형성할 수 있다.

## 공성전 및 시가전
이 목록은 연도별로 정렬되어 있으며, 공성전뿐만 아니라 주로 시가전으로 치러진 현대 전투도 포함한다. 시가전을 포함한 주요 군사 작전은 이 아래에 나열되어 있다.
| 공성전                                | 연도       | 분쟁                                        | 사상자                                                       | 사상자                   |
| 공성전                                | 연도       | 분쟁                                        | (최고 추정치)                                                | (최저 추정치)            |
| ------------------------------------- | ---------- | ------------------------------------------- | ------------------------------------------------------------ | ------------------------ |
| 티레 공방전                           | 332 BC     | 알렉산드로스 대왕의 전쟁                    | 39,000 (민간인 13,000명, 처형된 병사 2,000명 포함)           | 34,000                   |
| 가자 공방전                           | 332 BC     | 알렉산드로스 대왕의 전쟁                    | 14,000                                                       | 11,000                   |
| 시라쿠사 공방전 (기원전 213년-212년)  | 213-212 BC | 제2차 포에니 전쟁                           | 40,000 (아르키메데스 포함)                                   | 9,000                    |
| 카르타고 공방전                       | 149-146 BC | 제3차 포에니 전쟁                           | 450,000 (노예가 된 민간인 50,000명 포함)                     | 200,000                  |
| 아테네와 피레우스 공방전              | 87–86 BC   | 미트리다테스 전쟁 (제1차 미트리다테스 전쟁) | 400,000 (포로 포함)                                          | 200,000                  |
| 예루살렘 공방전                       | 63 BC      | 미트리다테스 전쟁 (제1차 미트리다테스 전쟁) | 12,000+                                                      | 5,000                    |
| 알레시아 공방전                       | 52 BC      | 갈리아 전쟁                                 | 200,000                                                      | 100,000                  |
| 콘스탄티노폴리스 공방전               | 626        | 사산-동로마 전쟁                            | 95,000                                                       | 70,000                   |
| 콘스탄티노폴리스 공방전 (717년-718년) | 717–718    | 아랍-동로마 전쟁                            | 170,000                                                      | 130,000                  |
| 용취우 공방전                         | 756        | 안사의 난                                   | 100,000                                                      | 65,000                   |
| 수이양 공방전                         | 757        | 안사의 난                                   | 200,000+                                                     | 160,000                  |
| 칸닥스 공방전                         | 960-961    | 아랍-동로마 전쟁                            | 74,000                                                       | 50,000                   |
| 용저우 공방전                         | 1076       | 리-송 전쟁                                  | 140,000                                                      | 78,000                   |
| 니케아 공방전                         | 1097       | 제1차 십자군                                | 11,000                                                       | 4,000                    |
| 마라 공방전                           | 1098       | 제1차 십자군                                | 45,000 (민간인, 처형된 병사 및 식인 행위로 인한 사망자 포함) | 25,000                   |
| 안티오키아 공방전                     | 1097-1099  | 제1차 십자군                                | 74,000                                                       | 50,000                   |
| 예루살렘 공방전 (1099년)              | 1099       | 제1차 십자군                                | 90,000                                                       | 70,000                   |
| 트리폴리 공방전                       | 1099-1102  | 제1차 십자군                                | 90,000                                                       | 105,000                  |
| 부하라 공성전                         | 1220       | 호라즘 제국의 몽골 침공                     | 30,000                                                       | 15,000                   |
| 구르간즈 공방전                       | 1221       | 호라즘 제국의 몽골 침공                     | 1,200,000                                                    | 90,000                   |
| 바그다드 공방전                       | 1258       | 몽골 제국의 정복 전쟁                       | 2,000,000                                                    | 90,000                   |
| 아크레 공방전 (1291년)                | 1291       | 십자군 국가의 몰락                          | 20,000                                                       | 10,000                   |
| 카파 공방전                           | 1345-1347  | 제노바-몽골 전쟁                            | 60,000                                                       | 15,000                   |
| 골루박 공방전                         | 1428       | 오스만-헝가리 전쟁                          | 20,000                                                       | 10,000                   |
| 콘스탄티노폴리스 공방전               | 1453       | 동로마-오스만 전쟁                          | 54,000+                                                      | 34,000+                  |
| 비자야 공방전                         | 1471       | 참파-대월 전쟁 (1471년)                     | 300,000+                                                     | 130,000+                 |
| 테노치티틀란 공방전                   | 1521       | 멕시코 정복                                 | 240,000                                                      | 100,000                  |
| 시게트바르 공성전                     | 1566       | 오스만-유럽 전쟁                            | 33,000                                                       | 23,000                   |
| 치토르가르 공방전                     | 1567–1568  | 무굴-라지푸트 전쟁 (1558년–1576년)          | 40,000                                                       | 35,000                   |
| 제1차 울산성 전투                     | 1598       | 임진왜란                                    | 30,000                                                       | 13,000                   |
| 나지카니자 공방전                     | 1601       | 장기전 (오스만 전쟁)                        | 37,000                                                       | 25,000                   |
| 오스텐더 공방전                       | 1601–1604  | 네덜란드 독립 전쟁                          | 115,000                                                      | 90,000                   |
| 오사카 전투                           | 1614-1615  | 에도 시대                                   | 500,000                                                      | 110,000                  |
| 라로셸 공성전                         | 1627–1628  | 위그노 반란                                 | 35,000                                                       | 27,000                   |
| 마스트리히트 함락                     | 1632       | 네덜란드 독립 전쟁                          | 14,000                                                       | 9,500                    |
| 칸디아 공방전                         | 1648–1669  | 크레타 전쟁                                 | 149,739                                                      | 149,739                  |
| 빈 전투                               | 1683       | 대튀르크 전쟁                               | 83,000                                                       | 99,000                   |
| 부다 공방전                           | 1686       | 대튀르크 전쟁                               | 23,000                                                       | 23,000                   |
| 진지 공방전                           | 1690–1698  | 데칸 전쟁                                   | 16,000                                                       |                          |
| 아난드푸르 제1차 공성전               | 1700       | 힐 스테이트-시크 전쟁                       | 150,000+                                                     | 150,000+                 |
| 베오그라드 공성전                     | 1717       | 오스트리아-튀르크 전쟁 (1716년~1718년)      | 50,000                                                       | 50,000                   |
| 이즈마일 공방전                       | 1790       | 러시아-튀르크 전쟁 (1787년~1792년)          | 50,000+                                                      | ~41,500                  |
| 툴롱 포위전                           | 1793       | 제1차 대프랑스 동맹                         | 21,400                                                       | 7,400                    |
| 프라가 전투                           | 1794       | 코시치우슈코 봉기                           | 27,000                                                       | ~21,500                  |
| 만토바 공방전                         | 1796–1797  | 제1차 대프랑스 동맹                         | 51,000                                                       | 51,000                   |
| 제노바 포위전 (1800년)                | 1800       | 제2차 대프랑스 동맹                         | 28,000                                                       | 28,000                   |
| 단치히 공방전 (1807년)                | 1807       | 제4차 대프랑스 동맹                         | 17,900                                                       | 17,900                   |
| 사라고사 제2차 공방전                 | 1808–1809  | 반도 전쟁                                   | 64,000                                                       | 64,000                   |
| 세바스토폴 제1차 공방전               | 1854–1855  | 크림 전쟁                                   | 230,000                                                      | 230,000                  |
| 제3차 난징 전투                       | 1864       | 태평천국의 난                               | 100,000                                                      | 100,000                  |
| 피터스버그 포위전                     | 1864–1865  | 남북 전쟁                                   | 70,000                                                       | 70,000                   |
| 빅스버그 전투                         | 1863       | 남북 전쟁                                   | 36,000                                                       | 20,000                   |
| 게티즈버그 전투                       | 1863       | 남북 전쟁                                   | 50,000                                                       | 50,000                   |
| 파리 공방전                           | 1871       | 프로이센-프랑스 전쟁                        | 332,142                                                      | 229,000                  |
| 플레브나 공방전                       | 1877       | 러시아-튀르크 전쟁 (1877년~1878년)          | 75,000                                                       | 75,000                   |
| 여순항 포위전                         | 1904–1905  | 러일 전쟁                                   | 100,000                                                      | 100,000                  |
| 아드리아노폴리스 공방전               | 1912–1913  | 제1차 발칸 전쟁                             | 93,282                                                       | 93,282                   |
| 리에주 공방전                         | 1914       | 제1차 세계 대전                             | 25,300                                                       | 6,000                    |
| 프셰미실 공방전                       | 1914       | 제1차 세계 대전                             | 253,000                                                      | 253,000                  |
| 모뵈주 공방전                         | 1914       | 제1차 세계 대전                             | 94,000                                                       | 51,000                   |
| 안트베르펜 포위 (1914년)              | 1914       | 제1차 세계 대전                             | 58,000                                                       | 36,000                   |
| 쿠트 공방전                           | 1915-1916  | 제1차 세계 대전                             | 50,000                                                       | 36,000                   |
| 타이위안 전투                         | 1937       | 중일 전쟁                                   | 130,000                                                      | 130,000                  |
| 신커우 전투                           | 1937       | 중일 전쟁                                   | 200,000                                                      | 200,000                  |
| 상하이 전투                           | 1937       | 중일 전쟁                                   | 426,140                                                      | 363,700                  |
| 창사 제1차 전투                       | 1939       | 중일 전쟁                                   | 80,000+                                                      | 80,000+                  |
| 난창 전투                             | 1939       | 중일 전쟁                                   | 75,328                                                       | 75,328                   |
| 바르샤바 포위전 (1939년)              | 1939       | 제2차 세계 대전                             | 206,000                                                      | 206,000                  |
| 됭케르크 전투                         | 1940       | 제2차 세계 대전                             | 88,000                                                       | 88,000                   |
| 몰타 공방전 (제2차 세계 대전)         | 1940-1942  | 제2차 세계 대전                             | 21,000                                                       | 21,000                   |
| 산시 남부 전투                        | 1941       | 중일 전쟁                                   | 120,000+                                                     | 120,000+                 |
| 투브루크 공방전                       | 1941       | 제2차 세계 대전                             | 18,600                                                       | 16,500                   |
| 오데사 공방전                         | 1941       | 제2차 세계 대전                             | 133,813                                                      | 133,813                  |
| 키예프 전투 (1941년)                  | 1941       | 제2차 세계 대전                             | 761,783                                                      | 761,783                  |
| 세바스토폴 제2차 공방전               | 1941–1942  | 제2차 세계 대전                             | 236,437                                                      | 236,437                  |
| 창사 제3차 전투                       | 1942       | 제2차 세계 대전                             | 84,862                                                       | 84,862                   |
| 보로네시 제1차 전투                   | 1942       | 제2차 세계 대전                             | 662,847                                                      | 662,847                  |
| 스탈린그라드 전투                     | 1942–1943  | 제2차 세계 대전                             | 4,172,000                                                    | 1,250,000                |
| 창더 전투                             | 1943       | 제2차 세계 대전                             | 100,000                                                      | 100,000                  |
| 서부 후베이 전투                      | 1943       | 제2차 세계 대전                             | 115,830                                                      | 115,830                  |
| 레닌그라드 포위전                     | 1941–1944  | 제2차 세계 대전                             | 4,000,000                                                    | 1,117,000                |
| 바르샤바 봉기                         | 1944       | 제2차 세계 대전                             | 200,000+                                                     | 200,000+                 |
| 부다페스트 공방전                     | 1944–1945  | 제2차 세계 대전                             | 422,000                                                      | 422,000                  |
| 베를린 전투                           | 1945       | 제2차 세계 대전                             | 1,286,367 (민간인 포함)                                      | 1,057,665                |
| 오키나와 전투                         | 1945       | 제2차 세계 대전                             | 240,000                                                      | 130,000                  |
| 마닐라 전투 (1945년)                  | 1945       | 제2차 세계 대전                             | 500,000                                                      | 100,000                  |
| 벌지 전투                             | 1944–1945  | 제2차 세계 대전                             | 218,900                                                      | 161,370                  |
| 창춘 포위전                           | 1948       | 국공 내전                                   | 425,000                                                      | 78,808                   |
| 바스라 공방전                         | 1987       | 이란-이라크 전쟁                            | 85,000                                                       | 85,000                   |
| 그로즈니 제1차 전투                   | 1994–1995  | 제1차 체첸 전쟁                             | 33,192                                                       | 32,000                   |
| 알레포 전투 (2012년~2016년)           | 2012–2016  | 시리아 내전                                 | 45,000                                                       | 31,273                   |
| 모술 전투 (2016년~2017년)             | 2016–2017  | 이라크 전쟁 (2013년~2017년)                 | 71,355                                                       | 18,200                   |
| 마리우폴 포위전                       | 2022       | 러시아의 우크라이나 침공                    | 85,200                                                       | 8,034                    |
| 바흐무트 전투                         | 2022–2023  | 러시아의 우크라이나 침공                    | 165,600                                                      | 146,050                  |
| 아우디이우카 전투 (2022년~2024년)     | 2023–2024  | 러시아의 우크라이나 침공                    | 54,000                                                       | 21,000                   |
| 이스라엘의 가자 지구 침공             | 2023-2025  | 가자 전쟁                                   | 186,000 (2024년 6월)                                         | 53,939 및 122,797명 부상 |

## 주요 작전
이 목록에는 대규모 작전과 광범위한 지역에서 또는 장기간에 걸쳐 치러진 전투 또는 작전이 포함된다. 모스크바 공방전과 같은 일부 작전의 지속 기간은 논쟁의 여지가 있으므로, 그 이유만으로도 사상자 수가 다를 수 있다.
| 작전                                     | 연도         | 분쟁                   | 사상자                                                |
| ---------------------------------------- | ------------ | ---------------------- | ----------------------------------------------------- |
| 플랑드르 및 라인 전역                    | 1713년       | 스페인 왕위 계승 전쟁  | 190,442                                               |
| 몬테노테 전역                            | 1796년       | 제1차 대프랑스 동맹    | 8,000+                                                |
| 울름 전역                                | 1805년       | 제3차 대프랑스 동맹    | 62,000                                                |
| 러시아 원정                              | 1812년       | 나폴레옹 전쟁          | 920,000–1,040,000                                     |
| 독일 전역                                | 1813년       | 제6차 대프랑스 동맹    | 745,000                                               |
| 6일 전역                                 | 1814년       | 제6차 대프랑스 동맹    | 80,000                                                |
| 백일 천하                                | 1815년       | 제7차 대프랑스 동맹    | 241,525                                               |
| 반도 전역                                | 1862년       | 남북 전쟁              | 36,463                                                |
| 챈슬러즈빌 전투                          | 1863년       | 남북 전쟁              | 30,000–30,500                                         |
| 오버랜드 전역                            | 1864년       | 남북 전쟁              | 87,000–92,000                                         |
| 애포매톡스 전역                          | 1865년       | 남북 전쟁              | 16,500                                                |
| 요양 회전                                | 1904년       | 러일 전쟁              | 33,100                                                |
| 사하 전투                                | 1904년       | 러일 전쟁              | 62,500                                                |
| 봉천 회전                                | 1905년       | 러일 전쟁              | 160,000                                               |
| 산데푸 전투                              | 1905년       | 러일 전쟁              | 22,400                                                |
| 룰레 부르가스 전투                       | 1912년       | 제1차 발칸 전쟁        | 42,162+                                               |
| 차탈자 제1차 전투                        | 1912년       | 제1차 발칸 전쟁        | 22,000                                                |
| 브레갈니차 전투                          | 1913년       | 제2차 발칸 전쟁        | 36,620                                                |
| 킬키스-라차나스 전투                     | 1913년       | 제2차 발칸 전쟁        | 15,700                                                |
| 세르비아 전역                            | 1914년 –1915 | 제1차 세계 대전        | 790,000–1,587,000+                                    |
| 국경 전투 (1914년)                       | 1914년       | 제1차 세계 대전        | 664,191                                               |
| 타넨베르크 전투 (1914년)                 | 1914년       | 제1차 세계 대전        | 145,000–160,000                                       |
| 갈리치아 전투                            | 1914년       | 제1차 세계 대전        | 645,000–700,000                                       |
| 체르 전투                                | 1914년       | 제1차 세계 대전        | 58,500–65,500                                         |
| 제1차 마른강 전투                        | 1914년       | 제1차 세계 대전        | 513,000                                               |
| 제1차 엔강 전투                          | 1914년       | 제1차 세계 대전        | 263,541+                                              |
| 이제르강 전투                            | 1914년       | 제1차 세계 대전        | 18,500+                                               |
| 제1차 이프르 전투                        | 1914년       | 제1차 세계 대전        | 210,000                                               |
| 우치 전투                                | 1914년       | 제1차 세계 대전        | 270,000–390,000                                       |
| 드리나 전투                              | 1914년       | 제1차 세계 대전        | 70,000                                                |
| 비스툴라강 전투                          | 1914년       | 제1차 세계 대전        | 214,480                                               |
| 리마노바 전투                            | 1914년       | 제1차 세계 대전        | 251,120                                               |
| 샹파뉴 제1차 전투                        | 1914년 –1915 | 제1차 세계 대전        | 139,532                                               |
| 사리카미스 전투                          | 1914년 –1915 | 제1차 세계 대전        | 60,000—85,000                                         |
| 카르파티아 전선                          | 1915년       | 제1차 세계 대전        | 930,751                                               |
| 마주리 호수 제2차 전투                   | 1915년       | 제1차 세계 대전        | 216,200                                               |
| 제2차 이프르 전투                        | 1915년       | 제1차 세계 대전        | 104,208–107,000                                       |
| 갈리폴리 전역                            | 1915년       | 제1차 세계 대전        | 503,000–552,000                                       |
| 아르투아 제2차 전투                      | 1915년       | 제1차 세계 대전        | 186,000                                               |
| 뇌브 샤펠 전투                           | 1915년       | 제1차 세계 대전        | 23,000                                                |
| 샹파뉴 제2차 전투–아르투아 제3차 전투    | 1915년       | 제1차 세계 대전        | 75,000–440,000                                        |
| 고를리체-타르누프 공세                   | 1915년       | 제1차 세계 대전        | 300,000–1,087,000                                     |
| 대퇴각 (러시아)                          | 1915년       | 제1차 세계 대전        | 1,943,800+                                            |
| 세르비아 전역                            | 1915년       | 제1차 세계 대전        | 331,000 포로 포함                                     |
| 에르주룸 공세                            | 1916년       | 제1차 세계 대전        | 80,000—85,000                                         |
| 에르진잔 전투                            | 1916년       | 제1차 세계 대전        | 63,000                                                |
| 몽소렐 전투                              | 1916년       | 제1차 세계 대전        | 14,000                                                |
| 베르됭 전투                              | 1916년       | 제1차 세계 대전        | 755,000–976,000                                       |
| 아시아고 전투                            | 1916년       | 제1차 세계 대전        | 250,000                                               |
| 브루실로프 공세                          | 1916년       | 제1차 세계 대전        | 1,500,000–2,500,000                                   |
| 솜 전투                                  | 1916년       | 제1차 세계 대전        | 1,120,000–1,215,000                                   |
| 모나스티르 공세                          | 1916년       | 제1차 세계 대전        | 111,000                                               |
| 루마니아 전역                            | 1916년 –1917 | 제1차 세계 대전        | 240,000–933,000, 포로 포함                            |
| 니벨 공세                                | 1917년       | 제1차 세계 대전        | 354,000                                               |
| 제2차 엔강 전투                          | 1917년       | 제1차 세계 대전        | 350,000–463,000                                       |
| 아라스 전투 (1917년)                     | 1917년       | 제1차 세계 대전        | 278,000–288,000                                       |
| 메시네 전투                              | 1917년       | 제1차 세계 대전        | 42,000                                                |
| 이손초 제10차 전투                       | 1917년       | 제1차 세계 대전        | 200,000                                               |
| 이프르 제3차 전투                        | 1917년       | 제1차 세계 대전        | 585,000+                                              |
| 이손초 제11차 전투                       | 1917년       | 제1차 세계 대전        | 273,000                                               |
| 카포레토 전투                            | 1917년       | 제1차 세계 대전        | 60,000                                                |
| 캉브레 전투 (1917년)                     | 1917년       | 제1차 세계 대전        | 95,000                                                |
| 독일 춘계 공세                           | 1918년       | 제1차 세계 대전        | 1,539,000                                             |
| 아미앵 전투                              | 1918년       | 제1차 세계 대전        | 150,000                                               |
| 미카엘 작전                              | 1918년       | 제1차 세계 대전        | 494,616                                               |
| 리스 전투                                | 1918년       | 제1차 세계 대전        | 204,300–228,340                                       |
| 엔강 제3차 전투                          | 1918년       | 제1차 세계 대전        | 257,000                                               |
| 피아베강 전투                            | 1918년       | 제1차 세계 대전        | 131,494 사망 및 부상, 73,729명 포로                   |
| 제2차 마른강 전투                        | 1918년       | 제1차 세계 대전        | 288,000                                               |
| 수아송 전투                              | 1918년       | 제1차 세계 대전        | 287,259                                               |
| 생미히엘 전투                            | 1918년       | 제1차 세계 대전        | 27,500                                                |
| 백일 공세                                | 1918년       | 제1차 세계 대전        | 2,240,000                                             |
| 뫼즈-아르곤 공세                         | 1918년       | 제1차 세계 대전        | 318,000                                               |
| 바르샤바 전투 (1920년)                   | 1920년       | 소비에트-폴란드 전쟁   | 130,000, 포로 제외                                    |
| 일본의 만주 침공                         | 1931년       | 중일 전쟁              | 35,000                                                |
| 아스투리아스 공세                        | 1937년       | 스페인 내전            | 50,000                                                |
| 하라다 전투                              | 1937년       | 스페인 내전            | 40,000                                                |
| 과달라하라 전투                          | 1937년       | 스페인 내전            | 12,000                                                |
| 아라곤 공세                              | 1937년 –1938 | 스페인 내전            | 205,000, 포로 포함                                    |
| 테루엘 전투                              | 1937년 –1938 | 스페인 내전            | 110,000                                               |
| 레반테 공세                              | 1938년       | 스페인 내전            | 25,000                                                |
| 에브로 전투                              | 1938년       | 스페인 내전            | 106,500                                               |
| 쉬저우 전투                              | 1938년       | 중일 전쟁              | 130,000                                               |
| 1938년 황하 제방 붕괴                    | 1938년       | 중일 전쟁              | 800,000                                               |
| 우한 전투                                | 1938년       | 중일 전쟁              | 550,000–700,000                                       |
| 할힌골 전투                              | 1939년       | 소련-일본 국경 분쟁    | 42,000–75,000                                         |
| 쑤이셴-자오양 전투                       | 1939년       | 중일 전쟁              | 49,000                                                |
| 폴란드 침공                              | 1939년       | 제2차 세계 대전        | 310,000–914,000                                       |
| 브주라 전투                              | 1939년       | 제2차 세계 대전        | 232,000–234,000                                       |
| 겨울 공세                                | 1939년 –1940 | 제2차 세계 대전        | 100,000+                                              |
| 베저위붕 작전                            | 1940년       | 제2차 세계 대전        | 12,800                                                |
| 프랑스 공방전                            | 1940년       | 제2차 세계 대전        | 469,000                                               |
| 영국 본토 항공전                         | 1940년       | 제2차 세계 대전        | 38,800                                                |
| 백단대전                                 | 1940년       | 중일 전쟁              | 62,900                                                |
| 케렌 전투                                | 1941년       | 제2차 세계 대전        | 12,600+ 사망                                          |
| 그리스 전투                              | 1941년       | 제2차 세계 대전        | 46,295                                                |
| 상가오 전투                              | 1941년       | 중일 전쟁              | 42,000                                                |
| 크레타 전투                              | 1941년       | 제2차 세계 대전        | 16,007                                                |
| 바르바로사 작전                          | 1941년       | 제2차 세계 대전        | 5,318,000–8,050,000                                   |
| 비아위스토크-민스크 전투                 | 1941년       | 제2차 세계 대전        | 429,886 포로 포함                                     |
| 스몰렌스크 전투 (1941년)                 | 1941년       | 제2차 세계 대전        | 595,606 사망, 포로, 실종 300,000명 소련군 포로        |
| 우만 전투                                | 1941년       | 제2차 세계 대전        | 223,853                                               |
| 키예프 전투 (바르바로사 작전에 포함)     | 1941년       | 제2차 세계 대전        | 761,783 사망, 포로, 실종                              |
| 브랸스크 전투                            | 1941년       | 제2차 세계 대전        | 700,000 소련군 사망, 포로 및 실종 독일군 사상자 미상. |
| 모스크바 공방전 (바르바로사 작전에 포함) | 1941년       | 제2차 세계 대전        | 1,000,000                                             |
| 홍콩 전투                                | 1941년       | 제2차 세계 대전        | 18,000 포로 포함                                      |
| 말라야 전투/싱가포르 전투                | 1941년 –1942 | 제2차 세계 대전        | 143,800, 및 60,000명 포로                             |
| 바탄 전투/코레히도르 전투                | 1942년       | 제2차 세계 대전        | 30,000 사망                                           |
| 류반 전투                                | 1942년       | 제2차 세계 대전        | 365,135                                               |
| 케르치 반도 전투                         | 1942년       | 제2차 세계 대전        | 176,000+                                              |
| 데먄스크 포위전                          | 1942년       | 제2차 세계 대전        | 300,000                                               |
| 하리코프 제2차 전투                      | 1942년       | 제2차 세계 대전        | 300,000                                               |
| 저장-장시 전역                           | 1942년       | 중일 전쟁              | 356,000                                               |
| 가잘라 전투                              | 1942년       | 제2차 세계 대전        | 148,000                                               |
| 제1차 엘 알라메인 전투                   | 1942년       | 제2차 세계 대전        | 30,000                                                |
| 코코다 트랙 전역                         | 1942년       | 제2차 세계 대전        | 13,000                                                |
| 청색 작전                                | 1942년       | 제2차 세계 대전        | 1,400,000                                             |
| 캅카스 전투                              | 1942년 –1942 | 제2차 세계 대전        | 625,000                                               |
| 과달카날 전역                            | 1942년 –1943 | 제2차 세계 대전        | 29,100–31,100                                         |
| 르제프 전투                              | 1942년 –1943 | 제2차 세계 대전        | 2,900,000–3,080,000                                   |
| 제2차 엘 알라메인 전투                   | 1942년       | 제2차 세계 대전        | 39,400–82,500                                         |
| 이스크라 작전                            | 1943년       | 제2차 세계 대전        | 129,332                                               |
| 쿠르스크 전투                            | 1943년       | 제2차 세계 대전        | 1,028,617–2,037,000                                   |
| 쿠투조프 작전                            | 1943년       | 제2차 세계 대전        | 516,344                                               |
| 연합군의 시칠리아 침공                   | 1943년       | 제2차 세계 대전        | 36,000+ 사망, 100,000명 이상 이탈리아군 포로          |
| 벨고로드-하리코프 공세 작전              | 1943년       | 제2차 세계 대전        | 202,654–280,634                                       |
| 스몰렌스크 전투                          | 1943년       | 제2차 세계 대전        | 522,059                                               |
| 드네프르 전역                            | 1943년       | 제2차 세계 대전        | 1,582,000–2,480,000                                   |
| 허스키 작전                              | 1943년       | 제2차 세계 대전        | 16,000                                                |
| 연합군의 이탈리아 침공                   | 1943년       | 제2차 세계 대전        | 17,092                                                |
| 부갱빌 전역                              | 1943년 –1945 | 제2차 세계 대전        | 21,929 사망, 23,571명 일본군 포로                     |
| 드네프르-카르파티아 공세                 | 1943년 –1944 | 제2차 세계 대전        | 1,442,956                                             |
| 레닌그라드-노브고로드 공세               | 1944년       | 제2차 세계 대전        | 385,604                                               |
| 몬테카시노 전투                          | 1944년       | 제2차 세계 대전        | 185,000                                               |
| 나르바 전투                              | 1944년       | 제2차 세계 대전        | 550,000 전체 원인                                     |
| 싱글 작전                                | 1944년       | 제2차 세계 대전        | 52,200 사망                                           |
| 이아시-키시뇨프 제1차 공세               | 1944년       | 제2차 세계 대전        | 195,000                                               |
| 대륙타통작전                             | 1944년       | 중일 전쟁              | 1,300,000+                                            |
| 노르망디 전투                            | 1944년       | 제2차 세계 대전        | 650,600–795,400                                       |
| 셰르부르 전투                            | 1944년       | 제2차 세계 대전        | 60,000                                                |
| 캉 전투                                  | 1944년       | 제2차 세계 대전        | 178,000                                               |
| 용기병 작전                              | 1944년       | 제2차 세계 대전        | 169,600                                               |
| 사이판 전투                              | 1944년       | 제2차 세계 대전        | 43,500 집단 자살 포함 사망                            |
| 바그라티온 작전                          | 1944년       | 제2차 세계 대전        | 1,430,000                                             |
| 르비우-산도미에슈 공세                   | 1944년       | 제2차 세계 대전        | 463,129                                               |
| 팔레즈 포위전                            | 1944년       | 제2차 세계 대전        | 140,000                                               |
| 이아시-키시뇨프 제2차 공세               | 1944년       | 제2차 세계 대전        | 485,424, 포로 포함                                    |
| 마켓 가든 작전                           | 1944년       | 제2차 세계 대전        | 27,200                                                |
| 모로강 전역                              | 1944년       | 제2차 세계 대전        | 20,000                                                |
| 발트 공세                                | 1944년       | 제2차 세계 대전        | 280,120 소련군 사상자; 독일군 사상자 미상             |
| 아헨 전투                                | 1944년       | 제2차 세계 대전        | 21,000                                                |
| 고트 라인 공세                           | 1944년 -1945 | 제2차 세계 대전        | 92,000                                                |
| 휘르트겐 숲 전투                         | 1944년 –1945 | 제2차 세계 대전        | 63,000                                                |
| 쿠를란트 포위전                          | 1944년 –1945 | 제2차 세계 대전        | 278,819                                               |
| 레이테만 전투                            | 1944년       | 제2차 세계 대전        | 12,000 사망                                           |
| 벌지 전투                                | 1944년 –1945 | 제2차 세계 대전        | 161,370–218,900                                       |
| 비스와-오데르 공세                       | 1945년       | 제2차 세계 대전        | 636,191 포로 포함                                     |
| 루손 전투                                | 1945년       | 제2차 세계 대전        | 332,330–345,330, 질병 포함                            |
| 라인란트 전투                            | 1945년       | 제2차 세계 대전        | 82,000 및 250,000명 포로                              |
| 이오지마 전투                            | 1945년       | 제2차 세계 대전        | 44,821–48,700                                         |
| 동프로이센 공세                          | 1945년       | 제2차 세계 대전        | 806,778 포로 포함                                     |
| 오키나와 전투                            | 1945년       | 제2차 세계 대전        | 113,920–158,400                                       |
| 버마 전역                                | 1942년 –1945 | 제2차 세계 대전        | 700,000                                               |
| 서부 후난 전투                           | 1945년       | 제2차 세계 대전        | 50,000                                                |
| 광시 제2차 전투                          | 1945년       | 제2차 세계 대전        | 1,000,000                                             |
| 랴오선 전역                              | 1948년       | 국공 내전              | 542,000, 포획 포함                                    |
| 화이하이 전역                            | 1948년       | 국공 내전              | 689,000, 포획 포함                                    |
| 핑진 전역                                | 1948년 –1949 | 국공 내전              | 560,000, 포획 포함                                    |
| 상하이 전역                              | 1949년       | 국공 내전              | 213,073                                               |
| 인천 상륙 작전                           | 1950년       | 6.25 전쟁              | 17,429                                                |
| 유엔의 북한 진격                         | 1950년       | 6.25 전쟁              | 51,700                                                |
| 장진호 전투                              | 1950년       | 6.25 전쟁              | 66,000                                                |
| 디엔비엔푸 전투                          | 1954년       | 제1차 인도차이나 전쟁  | 31,500, 포로 제외                                     |
| 구정 대공세                              | 1968년       | 베트남 전쟁            | 65,000                                                |
| OAU 작전                                 | 1968년       | 비아프라 전쟁          | 30,000                                                |
| 부활절 공세                              | 1972년       | 베트남 전쟁            | 150,000                                               |
| 새벽 5호 작전                            | 1984년       | 이란-이라크 전쟁       | 75,000                                                |
| 늪지대 전투                              | 1984년       | 이란-이라크 전쟁       | 55,000                                                |
| 러시아의 우크라이나 침공                 | 2022년 –현재 | 러시아-우크라이나 전쟁 | 300,000–500,000                                       |

## 고전적 야전
이는 단일한 전장에서 서로 싸우며 1일에서 수일에 걸쳐 진행된 전투를 의미한다. 이러한 유형의 전투는 더 큰 군사 작전의 등장으로 사라졌다.
| 전투                              | 연도      | 분쟁                                        | 사상자                           |
| --------------------------------- | --------- | ------------------------------------------- | -------------------------------- |
| 메기도 전투                       | 1457 BC   | 투트모세 3세의 첫 번째 레반트 전역          | 16,000+                          |
| 카데시 전투                       | 1274 BC   | 람세스 2세의 제2차 시리아 전역              | 30,000+                          |
| 카르카르 전투                     | 853 BC    | 아시리아의 아람 정복                        | 24,000+                          |
| 팀브라 전투                       | 547 BC    | 리디아-페르시아 전쟁                        | 100,000                          |
| 마라톤 전투                       | 490 BC    | 그리스-페르시아 전쟁                        | 5,000–8,000                      |
| 테르모필레 전투                   | 480 BC    | 그리스-페르시아 전쟁                        | 22,500                           |
| 플라타이아이 전투                 | 479 BC    | 그리스-페르시아 전쟁                        | 51,500–257,000                   |
| 미칼레 전투                       | 479 BC    | 그리스-페르시아 전쟁                        | 70,000                           |
| 레우크트라 전투                   | 371 BC    | 테베-스파르타 전쟁                          | 4,300                            |
| 만티네이아 전투                   | 362 BC    | 테베-스파르타 전쟁                          | 18,000                           |
| 그라니코스 전투                   | 334 BC    | 알렉산드로스 대왕의 전쟁                    | 7,000                            |
| 이소스 전투                       | 333 BC    | 알렉산드로스 대왕의 전쟁                    | 20,000-40,000                    |
| 가우가멜라 전투                   | 331 BC    | 알렉산드로스 대왕의 전쟁                    | 53,500                           |
| 페르시아 문 전투                  | 330 BC    | 알렉산드로스 대왕의 전쟁                    | 48,500                           |
| 히다스페스 전투                   | 326 BC    | 알렉산드로스 대왕의 전쟁                    | 23,310                           |
| 센티눔 전투                       | 295 BC    | 제3차 삼니테스 전쟁                         | 33,700                           |
| 헤라클레이아 전투                 | 280 BC    | 피로스 전쟁                                 | 11,000–26,000                    |
| 아스쿨룸 전투                     | 279 BC    | 피로스 전쟁                                 | 9,500+                           |
| 베네벤툼 전투                     | 275 BC    | 피로스 전쟁                                 | 20,000                           |
| 메사나 전투                       | 264 BC    | 제1차 포에니 전쟁                           | 7,400+                           |
| 장평 대전                         | 260 BC    | 전국 시대                                   | 700,000 (고대 자료 및 포로 포함) |
| 바그라다스강 전투 (기원전 240년)  | 240 BC    | 용병 전쟁                                   | 8,000+                           |
| 텔라몬 전투                       | 225 BC    | 로마-갈리아 전쟁                            | 56,000+                          |
| 티키누스 전투                     | 218 BC    | 제2차 포에니 전쟁                           | 9,500+                           |
| 트레비아강 전투                   | 218 BC    | 제2차 포에니 전쟁                           | 35,000                           |
| 트라시메노호 전투                 | 217 BC    | 제2차 포에니 전쟁                           | 30,000                           |
| 칸나이 전투                       | 216 BC    | 제2차 포에니 전쟁                           | 50,000+                          |
| 실바 리타나 전투                  | 216 BC    | 제2차 포에니 전쟁                           | 24,000+                          |
| 실라루스 전투                     | 212 BC    | 제2차 포에니 전쟁                           | 15,000 +                         |
| 메타우루스 전투                   | 207 BC    | 제2차 포에니 전쟁                           | 12,000                           |
| 거록 대전                         | 207 BC    | 초한전쟁                                    | 400,000+ (포로 포함)             |
| 위수 전투                         | 204 BC    | 초한전쟁                                    | 200,000+                         |
| 유티카 전투                       | 203 BC    | 제2차 포에니 전쟁                           | 45,000+                          |
| 해하 전투                         | 203 BC    | 초한전쟁                                    | 100,000+                         |
| 아리우스 전투                     | 200 BC    | 안티오코스 3세의 박트리아 전역              | 3,750                            |
| 키노스케팔라이 전투               | 197 BC    | 제2차 마케도니아 전쟁                       | 23,700                           |
| 테르모필레 전투 (기원전 191년)    | 191 BC    | 로마-셀레우코스 전쟁                        | 14,000                           |
| 마그네시아 전투                   | 190 BC    | 로마-셀레우코스 전쟁                        | 53,350                           |
| 피드나 전투                       | 168 BC    | 제3차 마케도니아 전쟁                       | 21,000                           |
| 노레이아 전투                     | 115 BC    | 게르만 전쟁 (킴브리 전쟁)                   | 24,000                           |
| 무툴강 전투                       | 109 BC    | 유구르타 전쟁                               | 25,000                           |
| 아라우시오 전투                   | 105 BC    | 게르만 전쟁 (킴브리 전쟁)                   | 85,000                           |
| 아쿠아에 섹스티아에 전투          | 102 BC    | 게르만 전쟁 (킴브리 전쟁)                   | 90,000                           |
| 카이로네이아 전투                 | 86 BC     | 미트리다테스 전쟁 (제1차 미트리다테스 전쟁) | 50,000                           |
| 콜리나 문 전투                    | 82 BC     | 술라의 내전                                 | 50,000                           |
| 사군툼 전투 (기원전 75년)         | 71 BC     | 세르토리우스 전쟁                           | 11,000                           |
| 실라루스강 전투                   | 71 BC     | 제3차 노예전쟁                              | 11,000                           |
| 칼케돈 전투                       | 74 BC     | 미트리다테스 전쟁 (제3차 미트리다테스 전쟁) | 19,000+                          |
| 티그라노케르타 전투               | 69 BC     | 미트리다테스 전쟁 (제3차 미트리다테스 전쟁) | 10,000+                          |
| 뤼코스 전투                       | 66 BC     | 미트리다테스 전쟁 (제3차 미트리다테스 전쟁) | 10,000+                          |
| 비브락테 전투                     | 58 BC     | 갈리아 전쟁                                 | 12,000+                          |
| 악소나 전투                       | 57 BC     | 갈리아 전쟁                                 | 11,000+                          |
| 카레 전투                         | 53 BC     | 로마-페르시아 전쟁                          | 24,000                           |
| 파르살루스 전투                   | 48 BC     | 카이사르의 내전                             | 17,000                           |
| 필리피 전투                       | 42 BC     | 리베라토레스의 내전                         | 24,000                           |
| 악티움 해전                       | 31 BC     | 로마 공화정 최종 전쟁                       | 7,500+                           |
| 토이토부르크 숲 전투              | AD 9      | 로마-게르만 전쟁                            | 20,000                           |
| 이디스타비소 전투                 | AD 16     | 로마-게르만 전쟁                            | 20,000+                          |
| 와틀링 스트리트 전투              | AD 61     | 이케니족 반란                               | 80,400                           |
| 몬스 그라우피우스 전투            | AD 84     | 로마 제국의 브리타니아 정복                 | 10,360                           |
| 아담클리시 전투                   | AD 102    | 다키아 전쟁                                 | 18,000+                          |
| 사르미제게투사 전투               | AD 106    | 다키아 전쟁                                 | 21,000+                          |
| 카르눈툼 전투                     | AD 170    | 마르코만니 전쟁                             | 20,000+                          |
| 이소스 전투 (194년)               | 194       | 다섯 황제의 해                              | 20,000                           |
| 루그두눔 전투                     | 197       | 다섯 황제의 해                              | 90,000                           |
| 관도 대전                         | 200       | 삼국 시대 (중국)                            | 78,000                           |
| 적벽 대전                         | 208       | 삼국 시대 (중국)                            | 100,000                          |
| 바르발리소스 전투                 | 252       | 페르시아-로마 전쟁 (337년-361년)            | 60,000+                          |
| 에데사 전투                       | 260       | 페르시아-로마 전쟁 (337년-361년)            | 65,000+                          |
| 에메사 전투                       | 272       | 군인 황제 시대                              | 61,000+                          |
| 샬롱 전투 (274년)                 | 274       | 군인 황제 시대                              | 56,000+                          |
| 아드리아노폴리스 전투             | 378       | 고트 전쟁                                   | 40,000+                          |
| 비수 대전                         | 383       | 오호 십육국 시대                            | 700,000+                         |
| 카탈라우눔 전투                   | 451       | 훈족 침공                                   | 165,000 (고대 자료)              |
| 다라 전투                         | 530       | 이베리아 전쟁                               | 8,000+                           |
| 칼리니쿰 전투                     | 531       | 이베리아 전쟁                               | 28,000+                          |
| 타기나이의 전투                   | 552       | 고트 전쟁                                   | 8,000+                           |
| 볼투르누스 전투                   | 554       | 고트 전쟁                                   | 18,000+                          |
| 살수 대첩                         | 612       | 고구려-수 전쟁                              | 302,300 (고대 자료)              |
| 니네베 전투 (627년)               | 627       | 동로마-사산 전쟁 (602년-628년)              | 9,000+                           |
| 까디시야 전투                     | 636       | 이슬람의 페르시아 정복                      | 31,000                           |
| 무자이야 전투                     | 633       | 이슬람의 페르시아 정복                      | 10,000                           |
| 울라이스 전투                     | 633       | 이슬람의 페르시아 정복                      | 35,000                           |
| 강 전투                           | 633       | 이슬람의 페르시아 정복                      | 15,000+                          |
| 아즈나다인 전투                   | 634       | 이슬람의 레반트 정복                        | 55,000                           |
| 야르무크 전투                     | 636       | 이슬람의 레반트 정복                        | 70,000                           |
| 왈라자 전투                       | 636       | 이슬람의 페르시아 정복                      | 22,000                           |
| 나하반드 전투                     | 642       | 이슬람의 페르시아 정복                      | 28,500                           |
| 과달레테 전투                     | 711       | 우마이야 왕조의 히스파니아 정복             | 20,000+                          |
| 마르즈 아르다빌 전투              | 730       | 제2차 아랍-하자르 전쟁                      | 25,000+                          |
| 투르 푸아티에 전투                | 732       | 우마이야 갈리아 침공                        | 13,000                           |
| 아크로이논 전투                   | 740       | 아랍-동로마 전쟁                            | 13,200+                          |
| 탈라스 전투                       | 751       | 이슬람의 트란스옥시아나 정복                | 50,000+                          |
| 샹지사 전투                       | 757       | 안사의 난                                   | 110,000+                         |
| 플리스카 전투                     | 811       | 동로마-불가리아 전쟁                        | 29,000                           |
| 애시다운 전투                     | 871       | 바이킹의 브리튼 제도 활동                   | 9,000                            |
| 브렌타 전투                       | 899       | 마자르인의 유럽 침공                        | 14,000+                          |
| 레히펠트 전투                     | 955       | 마자르인의 유럽 침공                        | 15,000                           |
| 아르카디오폴리스 전투             | 970       | 스비아토슬라프의 불가리아 침공              | 27,000                           |
| 트라야누스의 문 전투              | 986       | 동로마-불가리아 전쟁                        | 27,000                           |
| 클레이디온 전투                   | 1014      | 동로마-불가리아 전쟁                        | 45,000                           |
| 귀주 대첩                         | 1019      | 제3차 고려-거란 전쟁                        | 90,000+                          |
| 단다나칸 전투                     | 1040      | 셀주크-가즈나비 전쟁                        | 35,000+                          |
| 풀포드 전투                       | 1066      | 바이킹의 잉글랜드 침공                      | 5,000                            |
| 스탬퍼드브리지 전투               | 1066      | 바이킹의 잉글랜드 침공                      | 13,000                           |
| 헤이스팅스 전투                   | 1066      | 노르만인의 잉글랜드 정복                    | 6,000                            |
| 만지케르트 전투                   | 1071      | 동로마-셀주크 전쟁                          | 25,000                           |
| 랑겐잘차 전투                     | 1075      | 작센 반란 (1073년-1075년)                   | 8,600                            |
| 느 응우옛강 전투                  | 1077      | 리-송 전쟁                                  | 150,000                          |
| 디라키움 전투                     | 1081      | 제1차 노르만 발칸 침공                      | 5,000+                           |
| 시베토트 전투                     | 1096      | 민중 십자군                                 | 50,000+                          |
| 도릴라이움 전투                   | 1097      | 제1차 십자군                                | 7,000+                           |
| 아스칼론 전투                     | 1099      | 제1차 십자군                                | 13,000+                          |
| 나크워 전투                       | 1109      | ???                                         | 30,000+                          |
| 블러드필드 전투                   | 1119      | 십자군                                      | 12,000                           |
| 아자즈 전투                       | 1125      | 십자군                                      | 6,000+                           |
| 크루그 마우르 전투                | 1135      | 노르만인의 웨일스 침공                      | 13,000                           |
| 레냐노 전투                       | 1177      | 구엘프와 기벨린                             | 9,000+                           |
| 몽기사르 전투                     | 1177      | 아이유브-십자군 전쟁                        | 25,850                           |
| 하틴 전투                         | 1187      | 아이유브-십자군 전쟁                        | 17,000–20,000                    |
| 필로멜리온 전투                   | 1190      | 제3차 십자군                                | 5,100                            |
| 아르수프 전투                     | 1191      | 제3차 십자군                                | 8,000+                           |
| 라스 나바스 데 톨로사 전투        | 1212      | 레콩키스타                                  | 60,000                           |
| 예후링 전투                       | 1212      | 몽골 제국의 금나라 정복전쟁                 | 150,000                          |
| 뮈레 전투                         | 1213      | 알비 십자군                                 | 16,500                           |
| 부빈 전투                         | 1214      | 영국-프랑스 전쟁                            | 9,000                            |
| 파르완 전투                       | 1221      | 몽골의 중앙아시아 침공                      | 65,000+                          |
| 칼카강 전투                       | 1223      | 몽골의 루스 침공                            | 50,000                           |
| 삼봉산 전투                       | 1232      | 몽골 제국의 금나라 정복전쟁                 | 125,000                          |
| 레그니차 전투                     | 1241      | 몽골의 폴란드 침공                          | 30,000                           |
| 모히 전투                         | 1241      | 몽골의 유럽 원정                            | 15,000                           |
| 만수라 전투                       | 1250      | 제7차 십자군                                | 21,000                           |
| 아인잘루트 전투                   | 1260      | 몽골의 레반트 침공                          | 21,000                           |
| 고안 전투                         | 1281      | 원나라의 일본 원정                          | 150,000+                         |
| 박당강 제3차 전투                 | 1288      | 몽골의 베트남 침공                          | 85,000                           |
| 자란 만주르 전투                  | 1298      | 몽골의 인도 침공                            | 20,000+                          |
| 애산 전투                         | 1279      | 송-원 전쟁                                  | 100,000                          |
| 킬리 전투                         | 1299      | 몽골의 인도 침공                            | 130,000                          |
| 바프허스 전투                     | 1302      | 동로마-오스만 전쟁                          | 3,000                            |
| 암로하 전투                       | 1305      | 몽골의 인도 침공                            | 34,000                           |
| 배넉번 전투                       | 1314      | 제1차 스코틀랜드 독립 전쟁                  | 19,000                           |
| 데모티카 전투                     | 1352      | 동로마 내전 (1352년-1357년)                 | 8,000                            |
| 비자야 전투                       | 1377      | 참파-대월 전쟁 (1367년-1390년)              | 95,000                           |
| 쿨리코보 전투                     | 1380      | 몽골-타타르족의 루스 공격 목록              | 136,000                          |
| 로세베케 전투                     | 1382      | 백년 전쟁                                   | 27,600                           |
| 마리차 전투                       | 1389      | 세르비아-오스만 전쟁                        | 57,000                           |
| 코소보 전투                       | 1389      | 세르비아-오스만 전쟁                        | 60,000                           |
| 테레크 강 전투                    | 1395      | 토크타미시-티무르 전쟁                      | 100,000                          |
| 니코폴리스 전투                   | 1396      | 오스만-유럽 전쟁                            | 30,000                           |
| 델리 정복                         | 1398      | 티무르의 인도 전역                          | 100,000                          |
| 앙카라 전투                       | 1402      | 오스만-티무르 전쟁                          | 15,000+                          |
| 타넨베르크 전투 (1410년)          | 1410      | 폴란드-리투아니아-튜턴 전쟁                 | 13,000                           |
| 아쟁쿠르 전투                     | 1415      | 백년 전쟁                                   | 14,000                           |
| 똣동-쭉동 전투                    | 1426      | 람선 봉기                                   | 30,000                           |
| 헤르만슈타트 전투                 | 1442      | 헝가리-오스만 전쟁 (1437년-1442년)          | 24,000                           |
| 즐라티차 전투                     | 1443      | 바르나 십자군                               | 22,000+                          |
| 바르나 전투                       | 1444      | 바르나 십자군                               | 60,000+                          |
| 코소보 전투 (1448년)              | 1448      | 오스만-왈라키아 전쟁 / 오스만-헝가리 전쟁   | 27,000                           |
| 토목의 변                         | 1449      | 명-몽골 전쟁                                | 200,000+                         |
| 카스티용 전투                     | 1453      | 백년 전쟁                                   | 4,000                            |
| 호이니체 전투                     | 1454      | 13년 전쟁                                   | 9,000                            |
| 타우튼 전투                       | 1461      | 장미 전쟁                                   | 28,000                           |
| 세인트올번스 제2차 전투           | 1461      | 장미 전쟁                                   | 2,000                            |
| 타르고비슈테 야간 공격            | 1462      | 왈라키아-오스만 전쟁                        | 20,000                           |
| 바슬루이 전투                     | 1475      | 몰다비아-오스만 전쟁                        | 40,000+                          |
| 발레아 알바 전투                  | 1476      | 몰다비아-오스만 전쟁                        | 30,000+                          |
| 브레드필드 전투                   | 1479      | 합스부르크-오스만 전쟁                      | 13,000+                          |
| 카불 전투                         | 1504      | 바부르의 원정                               | 20,000+                          |
| 라벤나 전투                       | 1512      | 캉브레 동맹 전쟁                            | 13,500                           |
| 플로든 전투                       | 1513      | 캉브레 동맹 전쟁                            | 15,500                           |
| 찰디란 전투                       | 1514      | 오스만-페르시아 전쟁                        | 7,000                            |
| 오르샤 전투                       | 1514      | 리투아니아-모스크바 전쟁 (1512년-1522년)    | 21,000–45,000                    |
| 마리냐노 전투                     | 1515      | 캉브레 동맹 전쟁                            | 11,000–15,000                    |
| 리다니야 전투                     | 1517      | 근동의 오스만 전쟁                          | 13,000                           |
| 비통한 밤                         | 1520      | 멕시코 정복                                 | 4,800+                           |
| 파비아 전투                       | 1525      | 이탈리아 전쟁 (1521년~1526년)               | 13,000                           |
| 파니파트 제1차 전투               | 1526      | 무굴 정복                                   | 20,000–50,000                    |
| 모하치 전투                       | 1526      | 오스만-헝가리 전쟁                          | 30,000                           |
| 쇠드팔바 전투                     | 1527      | 1527년-1528년 헝가리 전역                   | 21,000                           |
| 가가라 전투                       | 1529      | 무굴 정복                                   | 13,000                           |
| 고르자니 전투                     | 1537      | 오스트리아-튀르크 전쟁 (1526년~1568년)      | 22,000                           |
| 뮐베르크 전투                     | 1547      | 슈말칼덴 전쟁                               | 9,500                            |
| 몰로디 전투                       | 1572      | 러시아-크림 전쟁                            | 29,000–33,000 또는 100,000       |
| 나가시노 전투                     | 1575      | 센고쿠 시대                                 | 18,000:80–82                     |
| 알카세르키비르 전투               | 1578      | 모로코-포르투갈 분쟁                        | 19,000                           |
| 젬블루 전투                       | 1578      | 네덜란드 독립 전쟁                          | 6,000                            |
| 충주 탄금대 전투                  | 1592      | 임진왜란                                    | 8,000–16,000 100,000             |
| 칼루가레니 전투                   | 1595      | 장기전 (오스만 전쟁)                        | 11,000–16,000                    |
| 케레스테스 전투                   | 1596      | 장기전 (오스만 전쟁)                        | 30,000                           |
| 사천성 전투                       | 1598      | 임진왜란                                    | 30,000                           |
| 세키가하라 전투                   | 1600      | 센고쿠 시대                                 | 30,000+                          |
| 니우포르트 전투                   | 1600      | 네덜란드 독립 전쟁                          | 6,700+                           |
| 키르홀름 전투                     | 1605      | 폴란드-스웨덴 전쟁 (1600년-1611년)          | 8,400                            |
| 클루시노 전투                     | 1610      | 폴란드-모스크바 전쟁                        | 5,400                            |
| 선랴오 전투                       | 1620      | 청나라의 명나라 정복                        | 75,000                           |
| 로힐라 전투                       | 1621      | 초기 무굴-시크 전쟁                         | 14,000                           |
| 루터 전투                         | 1626      | 30년 전쟁                                   | 9,700                            |
| 볼가스트 전투                     | 1628      | 30년 전쟁                                   | 3,100                            |
| 브라이텐펠트 제1차 전투           | 1631      | 30년 전쟁                                   | 31,900                           |
| 라히라 전투                       | 1631      | 초기 무굴-시크 전쟁                         | 36,773                           |
| 퓌르트 전투                       | 1632      | 30년 전쟁                                   | 5,000                            |
| 뤼첸 전투                         | 1632      | 30년 전쟁                                   | 11,160                           |
| 암리차르 전투                     | 1634      | 초기 무굴-시크 전쟁                         | 7,000                            |
| 뇌르틀링겐 전투                   | 1634      | 30년 전쟁                                   | 17,000                           |
| 카르타르푸르 전투                 | 1635      | 초기 무굴-시크 전쟁                         | 50,700-97,000                    |
| 다운스 전투                       | 1639      | 잉글랜드-스페인 전쟁 (1654년~1660년)        | 15,000+                          |
| 송금 전투                         | 1641      | 청나라의 명나라 정복                        | 60,000                           |
| 브라이텐펠트 제2차 전투           | 1642      | 30년 전쟁                                   | 14,000                           |
| 로크루아 전투                     | 1643      | 30년 전쟁                                   | 19,000                           |
| 프라이부르크 전투                 | 1644      | 30년 전쟁                                   | 12,000                           |
| 얀카우 전투                       | 1645      | 30년 전쟁                                   | 15,500                           |
| 랑스 전투                         | 1648      | 30년 전쟁                                   | 9,500                            |
| 추스마르스하우젠 전투             | 1648      | 30년 전쟁                                   | 5,000                            |
| 베레스테츠코 전투                 | 1651      | 흐멜니츠키 봉기                             | 30,000–40,000                    |
| 뒤네스 전투                       | 1658      | 잉글랜드-스페인 전쟁 (1654년~1660년)        | 9,600                            |
| 사무가르 전투                     | 1658      | 무굴 정복                                   | 32,000                           |
| 카지와 전투                       | 1659      | 무굴 정복                                   | 20,000                           |
| 성 고트하르트 전투                | 1664      | 성 고트하르트 전투                          | 12,000                           |
| 호틴 전투                         | 1673      | 폴란드-오스만 전쟁 (1672년~1676년)          | 32,000                           |
| 룬드 전투                         | 1676      | 스코네 전쟁                                 | 14,000                           |
| 빈 전투                           | 1683      | 오스만-합스부르크 전쟁                      | 19,500                           |
| 모하치 전투                       | 1687      | 오스만-합스부르크 전쟁                      | 12,500                           |
| 플뢰뤼스 전투                     | 1690      | 9년 전쟁                                    | 10,600−28,000                    |
| 슬란카멘 전투                     | 1691      | 오스만-합스부르크 전쟁                      | 28,000                           |
| 란덴 전투                         | 1693      | 9년 전쟁                                    | 28,000                           |
| 젠타 전투                         | 1697      | 오스만-합스부르크 전쟁                      | 30,300                           |
| 나르바 전투                       | 1700      | 대북방 전쟁                                 | 19,900                           |
| 셸렌베르크 전투                   | 1704      | 스페인 왕위 계승 전쟁                       | 11,000                           |
| 블레넘 전투                       | 1704      | 스페인 왕위 계승 전쟁                       | 32,000                           |
| 참카우르 전투                     | 1705      | 무굴-시크 전쟁                              | 112,500                          |
| 프라우슈타트 전투                 | 1706      | 대북방 전쟁                                 | 16,500                           |
| 라미예 전투                       | 1706      | 스페인 왕위 계승 전쟁                       | 15,600                           |
| 알만사 전투                       | 1707      | 스페인 왕위 계승 전쟁                       | 22,000                           |
| 레스나야 전투                     | 1708      | 대북방 전쟁                                 | 11,000                           |
| 폴타바 전투                       | 1709      | 대북방 전쟁                                 | 14,300                           |
| 말플라크 전투                     | 1709      | 스페인 왕위 계승 전쟁                       | 95,000                           |
| 헬싱보리 전투                     | 1710      | 대북방 전쟁                                 | 10,700                           |
| 비야비시오사 전투                 | 1710      | 스페인 왕위 계승 전쟁                       | 12,000                           |
| 굴나바드 전투                     | 1722      | 호타키-사파비 전쟁                          | 17,000                           |
| 호헨프리트베르크 전투             | 1745      | 오스트리아 왕위 계승 전쟁                   | 18,530                           |
| 퐁트누아 전투                     | 1745      | 오스트리아 왕위 계승 전쟁                   | 14,000                           |
| 로보지츠 전투                     | 1756      | 7년 전쟁                                    | 7,000+                           |
| 로이텐 전투                       | 1757      | 7년 전쟁                                    | 11,800                           |
| 프라하 전투                       | 1757      | 7년 전쟁                                    | 27,570+                          |
| 그로스예거스도르프 전투           | 1757      | 7년 전쟁                                    | 10,000+                          |
| 로스바흐 전투                     | 1757      | 7년 전쟁                                    | 10,000                           |
| 브레슬라우 전투 (1757년)          | 1757      | 7년 전쟁                                    | 12,000                           |
| 조른도르프 전투                   | 1758      | 7년 전쟁                                    | 30,000                           |
| 크레펠트 전투                     | 1758      | 7년 전쟁                                    | 5,200                            |
| 쿠너스도르프 전투                 | 1759      | 7년 전쟁                                    | 35,000                           |
| 민덴 전투                         | 1759      | 7년 전쟁                                    | 12,700                           |
| 토르가우 전투                     | 1760      | 7년 전쟁                                    | 32,560+                          |
| 파니파트 제3차 전투               | 1761      | 마라타 제국 및 아프간족                     | 129,000+                         |
| 쿱 전투                           | 1762      | 아프간-시크 전쟁                            | 20,000                           |
| 벨링하우젠 전투                   | 1761      | 7년 전쟁                                    | 13,000+                          |
| 프라이베르크 전투                 | 1762      | 7년 전쟁                                    | 10,500                           |
| 카굴 전투                         | 1770      | 러시아-튀르크 전쟁 (1768년-1774년)          | 21,000                           |
| 포르투 노보 전투                  | 1781      | 제2차 영국-마이소르 전쟁                    | 9306                             |
| 락검-쏘아이뭇 전투                | 1785      | 샴-베트남 전쟁                              | 50,000                           |
| 림니크 전투                       | 1789      | 러시아-튀르크 전쟁 (1787년~1792년)          | 21,000                           |
| 제마프 전투                       | 1792      | 제2차 대프랑스 동맹                         | 3,500                            |
| 마르단푸르 전투                   | 1794      | 마라타 및 파티알라                          | 8,333-52,333                     |
| 로아노 전투                       | 1795      | 제1차 대프랑스 동맹                         | 10,000                           |
| 아르콜 다리 전투                  | 1796      | 제1차 대프랑스 동맹                         | 11,000                           |
| 리볼리 전투                       | 1797      | 제1차 대프랑스 동맹                         | 17,500                           |
| 트레비아강 전투                   | 1799      | 제2차 대프랑스 동맹                         | 17,000–23,000                    |
| 노비 전투                         | 1799      | 제2차 대프랑스 동맹                         | 19,500                           |
| 피라미드 전투                     | 1798      | 제2차 대프랑스 동맹                         | 10,000+                          |
| 슈토카흐 전투                     | 1800      | 제2차 대프랑스 동맹                         | 9,800                            |
| 마렝고 전투                       | 1800      | 제2차 대프랑스 동맹                         | 16,400                           |
| 몬테벨로 전투                     | 1800      | 제2차 대프랑스 동맹                         | 7,275                            |
| 포츠올로 전투                     | 1800      | 제2차 대프랑스 동맹                         | 13,000+                          |
| 회히슈타트 전투                   | 1800      | 제2차 대프랑스 동맹                         | 7,000                            |
| 호엔린덴 전투                     | 1800      | 제2차 대프랑스 동맹                         | 16,000+                          |
| 울름 전역                         | 1805      | 제3차 대프랑스 동맹                         | 62,000                           |
| 뒤렌슈타인 전투                   | 1805      | 제3차 대프랑스 동맹                         | 10,000                           |
| 아우스터리츠 전투                 | 1805      | 제3차 대프랑스 동맹                         | 45,300                           |
| 쇤그라번 전투                     | 1805      | 제3차 대프랑스 동맹                         | 5,000                            |
| 예나-아우어슈테트 전투            | 1806      | 제4차 대프랑스 동맹                         | 52,000, 나중에 사망한 포로 포함  |
| 뤼베크 전투                       | 1806      | 제4차 대프랑스 동맹                         | 18,800                           |
| 아일라우 전투                     | 1807      | 제4차 대프랑스 동맹                         | 40,000                           |
| 프리틀란트 전투                   | 1807      | 제4차 대프랑스 동맹                         | 28,000–50,000                    |
| 바일렌 전투                       | 1808      | 반도 전쟁                                   | 21,000                           |
| 에스피노사 데 로스 몬테로스 전투  | 1808      | 반도 전쟁                                   | 6,600                            |
| 가모날 전투                       | 1808      | 반도 전쟁                                   | 3,600                            |
| 아스페른-에슬링 전투              | 1809      | 제5차 대프랑스 동맹                         | 42,900                           |
| 란츠후트 전투                     | 1809      | 제5차 대프랑스 동맹                         | 9,000                            |
| 에크뮐 전투                       | 1809      | 제5차 대프랑스 동맹                         | 13,700                           |
| 아벤스베르크 전투                 | 1809      | 제5차 대프랑스 동맹                         | 8,200                            |
| 에벨스베르크 전투                 | 1809      | 제5차 대프랑스 동맹                         | 15,340                           |
| 피아베강 전투                     | 1809      | 제5차 대프랑스 동맹                         | 7,000                            |
| 바그람 전투                       | 1809      | 제5차 대프랑스 동맹                         | 77,000–79,000                    |
| 츠나임 전투                       | 1809      | 제5차 대프랑스 동맹                         | 9,000                            |
| 라아프 전투                       | 1809      | 제5차 대프랑스 동맹                         | 14,300                           |
| 탈라베라 전투                     | 1809      | 반도 전쟁                                   | 13,900                           |
| 소모시엘라 전투                   | 1808      | 반도 전쟁                                   | 2,500                            |
| 부사코 전투                       | 1810      | 반도 전쟁                                   | 5,900                            |
| 슬로보지아 전투                   | 1811      | 러시아-튀르크 전쟁 (1806년-1812년)          | 20,000                           |
| 살라망카 전투                     | 1812      | 반도 전쟁                                   | 18,800                           |
| 스몰렌스크 전투                   | 1812      | 러시아 원정                                 | 24,000                           |
| 셰바르디노 전투                   | 1812      | 러시아 원정                                 | 10,000                           |
| 보로디노 전투                     | 1812      | 러시아 원정                                 | 74,000                           |
| 폴로츠크 제2차 전투               | 1812      | 러시아 원정                                 | 22,000                           |
| 말로야로슬라베츠 전투             | 1812      | 러시아 원정                                 | 16,000                           |
| 뱌지마 전투                       | 1812      | 러시아 원정                                 | 9,500                            |
| 볼코비스크 전투                   | 1812      | 러시아 원정                                 | 6,000                            |
| 크라스노이 전투                   | 1812      | 러시아 원정                                 | 28,000                           |
| 베레지나 전투                     | 1812      | 러시아 원정                                 | 60,000                           |
| 비토리아 전투                     | 1813      | 반도 전쟁                                   | 13,000                           |
| 뤼첸 전투                         | 1813      | 제6차 대프랑스 동맹                         | 31,155–52,000                    |
| 바우첸 전투                       | 1813      | 제6차 대프랑스 동맹                         | 45,000                           |
| 하나우 전투                       | 1813      | 제6차 대프랑스 동맹                         | 15,000                           |
| 드레스덴 전투                     | 1813      | 제6차 대프랑스 동맹                         | 48,000                           |
| 바르텐부르크 전투                 | 1813      | 제6차 대프랑스 동맹                         | 4,000                            |
| 그로스베렌 전투                   | 1813      | 제6차 대프랑스 동맹                         | 5,000                            |
| 데네비츠 전투                     | 1813      | 제6차 대프랑스 동맹                         | 33,000                           |
| 라이프치히 전투                   | 1813      | 제6차 대프랑스 동맹                         | 124,000                          |
| 오르테스 전투                     | 1814      | 반도 전쟁                                   | 5,100                            |
| 아르시-쉬르-오브 전투             | 1814      | 제6차 대프랑스 동맹                         | 8,000                            |
| 우아브르 전투                     | 1815      | 백일 천하                                   | 5,000                            |
| 카트레브라 전투                   | 1815      | 백일 천하                                   | 10,000                           |
| 리니 전투                         | 1815      | 백일 천하                                   | 28,000                           |
| 워털루 전투                       | 1815      | 백일 천하                                   | 47,000+ (포로 및 실종 제외)      |
| 톨렌티노 전투                     | 1815      | 나폴리 전쟁                                 | 5,000                            |
| 아야쿠초 전투                     | 1824      | 페루 독립 전쟁                              | 3,400+                           |
| 잠루드 전투                       | 1837      | 아프간-시크 전쟁                            | 11,000+                          |
| 잉케르만 전투                     | 1854      | 크림 전쟁                                   | 15,857                           |
| 촐로키 전투                       | 1854      | 크림 전쟁                                   | 5,500                            |
| 쿠레크데레 전투                   | 1854      | 크림 전쟁                                   | 3,409                            |
| 알마 전투                         | 1854      | 크림 전쟁                                   | 9,100+                           |
| 마젠타 전투                       | 1859      | 제2차 이탈리아 독립 전쟁                    | 14,900+                          |
| 솔페리노 전투                     | 1859      | 제2차 이탈리아 독립 전쟁                    | 39,500+                          |
| 제2차 강남대영 공략               | 1860      | 태평천국의 난                               | 140,000+                         |
| 제1차 불런 전투                   | 1861      | 남북 전쟁                                   | 4,690                            |
| 실로 전투                         | 1862      | 남북 전쟁                                   | 24,000                           |
| 앤티텀 전투                       | 1862      | 남북 전쟁                                   | 23,000–26,193                    |
| 프레더릭스버그 전투               | 1862      | 남북 전쟁                                   | 17,300–17,962                    |
| 리치먼드 전투                     | 1862      | 남북 전쟁                                   | 5,900+                           |
| 게인스 밀 전투                    | 1863      | 남북 전쟁                                   | 15,000+                          |
| 게티즈버그 전투                   | 1863      | 남북 전쟁                                   | 51,000                           |
| 세일럼 교회 전투                  | 1863      | 남북 전쟁                                   | 9,500+                           |
| 치카마우가 전투                   | 1863      | 남북 전쟁                                   | 34,624                           |
| 스폿실베이니아 법원 전투          | 1864      | 남북 전쟁                                   | 30,000                           |
| 스톤스 강 전투                    | 1862–1863 | 남북 전쟁                                   | 24,000                           |
| 황야 전투                         | 1864      | 남북 전쟁                                   | 28,700                           |
| 콜드 하버 전투                    | 1864      | 남북 전쟁                                   | 18,000                           |
| 창저우 전투                       | 1864      | 태평천국의 난                               | 35,000                           |
| 후베이 전투                       | 1864      | 태평천국의 난                               | 60,000+                          |
| 쾨니히그레츠 전투                 | 1866      | 프로이센-오스트리아 전쟁                    | 47,500                           |
| 뮌헨그라츠 전투                   | 1866      | 프로이센-오스트리아 전쟁                    | 3,000                            |
| 투유티 전투                       | 1866      | 삼국 동맹 전쟁                              | 7,000–16,000                     |
| 쿠루파이티 전투                   | 1866      | 삼국 동맹 전쟁                              | 4,300                            |
| 이토로로 전투                     | 1868      | 삼국 동맹 전쟁                              | 3,300+                           |
| 아코스타 뉴 전투                  | 1869      | 삼국 동맹 전쟁                              | 5,102                            |
| 피리베부이 전투                   | 1869      | 삼국 동맹 전쟁                              | 2,210                            |
| 마르스라투르 전투/그라블로트 전투 | 1870      | 프로이센-프랑스 전쟁                        | 34,000                           |
| 세당 전투                         | 1870      | 프로이센-프랑스 전쟁                        | 26,000                           |
| 오를레앙 제2차 전투               | 1870      | 프로이센-프랑스 전쟁                        | 8,740                            |
| 르망 전투                         | 1871      | 프로이센-프랑스 전쟁                        | 30,000                           |
| 타바루자카 전투                   | 1877      | 세이난 전쟁                                 | 8,400                            |
| 이산들와나 전투                   | 1879      | 줄루 전쟁                                   | 6,300                            |
| 캄불라 전투                       | 1879      | 줄루 전쟁                                   | 2,134                            |
| 아리카 전투                       | 1880      | 태평양 전쟁 (남아메리카)                    | 3,600+                           |
| 아두와 전투                       | 1896      | 제1차 이탈리아-에티오피아 전쟁              | 17,300                           |
| 비나카얀-달라히칸 전투            | 1896      | 필리핀 혁명 전쟁                            | 2,000–15,000                     |
| 옴두르만 전투                     | 1898      | 마흐디 전쟁                                 | 20,430                           |
| 사카리아 전투                     | 1921      | 그리스-튀르키예 전쟁 (1919년-22년)          | 61,000                           |

1. ↑  약 35,000명의 민간인 사상자가 폭격으로 발생함
2. ↑  약 35,000명의 민간인 사상자가 폭격으로 발생함
3. 1 2 3 4 5 6 7 8 9  추정 사상자 수

## 약탈 및 파괴
| 행동              | 연도   | 분쟁                       | 사상자   |
| ----------------- | ------ | -------------------------- | -------- |
| 로마 약탈         | 455년  | 서로마 제국의 몰락         | 400,000+ |
| 테살로니키 약탈   | 1185년 | 제3차 노르만 발칸 침공     | 10,000+  |
| 베릭 약탈         | 1296년 | 제1차 스코틀랜드 독립 전쟁 | 17,000   |
| 로마 약탈         | 1527년 | 코냐크 동맹 전쟁           | 48,000   |
| 나폴리만 습격     | 1544년 | 오스만-합스부르크 전쟁     | 50,000   |
| 마그데부르크 약탈 | 1631년 | 30년 전쟁                  | 26,900   |
| 메드웨이 습격     | 1667년 | 제2차 영국-네덜란드 전쟁   | 650      |
| 디에프 기습       | 1942년 | 제2차 세계 대전            | 6,860    |

## 해전
| 전투 또는 행동            | 연도   | 분쟁                               | 사상자       |
| ------------------------- | ------ | ---------------------------------- | ------------ |
| 살라미스 해전             | 480 BC | 제2차 그리스-페르시아 전쟁         | 50,000       |
| 에크노무스곶 해전         | 256 BC | 제1차 포에니 전쟁                  | 50,000       |
| 악티움 해전               | 31 AC  | 악티움 전쟁                        | 7,500        |
| 단노우라 전투             | 1185   | 겐페이 전쟁                        | 20,000       |
| 애산 전투                 | 1279   | 송-원 전쟁                         | 110,000      |
| 박당강 제3차 전투         | 1288   | 몽골의 베트남 침공                 | 85,000       |
| 차울 해전                 | 1508   | 맘루크-포르투갈 분쟁               | 840          |
| 레판토 해전               | 1571   | 오스만-합스부르크 전쟁             | 40,000       |
| 상 비센테 해전            | 1583   | 네덜란드 독립 전쟁                 | 166          |
| 솔베이 해전               | 1672   | 제3차 영국-네덜란드 전쟁           | 3,100        |
| 바르플뢰르와 라 후그 전투 | 1692   | 9년 전쟁                           | 10,000       |
| 퐁디셰리 전투             | 1759   | 7년 전쟁                           | 1,589        |
| 체스메 해전               | 1770   | 러시아-튀르크 전쟁 (1768년-1774년) | 12,000       |
| 도거 뱅크 해전            | 1781   | 제4차 영국-네덜란드 전쟁           | 988          |
| 비보리만 전투             | 1790   | 제1차 러시아-스웨덴 전쟁           | 6,000–12,000 |
| 나일 해전                 | 1798   | 이집트-시리아 원정                 | 8,997        |
| 코펜하겐 해전             | 1801   | 제2차 대프랑스 동맹                | 2,800        |
| 트라팔가르 해전           | 1805   | 제3차 대프랑스 동맹                | 4,853        |
| 나바리노 해전             | 1827   | 그리스 독립 전쟁                   | 6,000        |
| 시노프 해전               | 1853   | 크림 전쟁                          | 3,366        |
| 모니터와 메리맥 해전      | 1862   | 남북 전쟁                          | 392          |
| 리아추엘로 전투           | 1865   | 삼국 동맹 전쟁                     | 997          |
| 황해 해전                 | 1894   | 청일 전쟁                          | 1,730        |
| 황해 해전                 | 1904   | 러일 전쟁                          | 566          |
| 쓰시마 해전               | 1905   | 러일 전쟁                          | 5,162        |
| 렘노스 해전               | 1913   | 제1차 발칸 전쟁                    | 146          |
| 코로넬 해전               | 1914   | 제1차 세계 대전                    | 1,660        |
| 포클랜드 해전             | 1914   | 제1차 세계 대전                    | 1,900        |
| 도거 뱅크 해전            | 1915   | 제1차 세계 대전                    | 1,081        |
| 유틀란트 해전             | 1916   | 제1차 세계 대전                    | 12,000       |
| 마치차코 곶 전투          | 1937   | 스페인 내전                        | 35           |
| 팔로스 곶 해전            | 1938   | 스페인 내전                        | 765          |
| 라플라타 강 전투          | 1939   | 제2차 세계 대전                    | 196          |
| 메르스엘케비르 공격       | 1940   | 제2차 세계 대전                    | 1,669        |
| 주노 작전                 | 1940   | 제2차 세계 대전                    | 1,662        |
| 비스마르크 추격전         | 1941   | 제2차 세계 대전                    | 2,249        |
| 마타판곶 해전             | 1941   | 제2차 세계 대전                    | 2,303        |
| 본곶 해전                 | 1941   | 제2차 세계 대전                    | 817          |
| 자와 해전                 | 1942   | 제2차 세계 대전                    | 2,336        |
| 미드웨이 해전             | 1942   | 제2차 세계 대전                    | 3,364        |
| 산타크루즈 제도 해전      | 1942   | 제2차 세계 대전                    | 766          |
| 사보섬 해전               | 1942   | 제2차 세계 대전                    | 1217         |
| 카사블랑카 해전           | 1942   | 제2차 세계 대전                    | 636          |
| 비스마르크해 해전         | 1943   | 제2차 세계 대전                    | 2,903        |
| 레이테만 전투             | 1944   | 제2차 세계 대전                    | 15,500       |
| 산카를로스 전투           | 1982   | 포클랜드 전쟁                      | 65           |

## 같이 보기
- 사망자 수 목록
  - 이라크 전쟁의 사상자
  - 제1차 세계 대전에서 가장 사망자수가 많은 날 목록
  - 사망자수 순 전쟁 목록
  - 미국의 군인 전쟁 사상자
- 테러 사건 목록
- 전쟁 목록
  - 전투 목록
  - 침략 목록

## 참고 문헌
- Oleynikov, А. (2016).  Россия-щит Антанты [러시아-협상국의 방패] (러시아어). 니콜라이 스타리코프 서문. 상트페테르부르크: 피터. ISBN 978-5-496-01795-4.
- Beevor, Antony (2009). 《D-Day: 노르망디 전투》. 뉴욕; 토론토: 바이킹. ISBN 978-0-670-02119-2.
- Boog, Horst; Krebs, Gerhard; Vogel, Detlef (2001), 《독일 제국의 방어 유럽 전략 공중전, 서부 및 동아시아 전쟁 1943년-1944/45년》 [유럽 전략 공중전 및 서부와 동아시아 전쟁 1943년-1944/5년], 독일 제국과 제2차 세계 대전 (독일어) 7, 도이체 페어라크스-안슈탈트, ISBN 978-3-421-05507-1
- Brewer, Paul (2007). 《전쟁 연대기: 1854년부터 현재까지의 연도별 분쟁 기록》. 런던: 칼턴 북스. ISBN 978-1-74181-342-5.
- Chapuis, Oscar (1995). 《베트남 역사: 홍방에서 뜨득까지》. 그린우드 출판 그룹. ISBN 0-313-29622-7.
- Erickson, John (2001). 《히틀러 대 스탈린: 사진으로 보는 동부 전선의 제2차 세계 대전》. 런던: 칼턴 북스. ISBN 1-84222-260-0.
- Giangreco, Dennis; Moore, Kathryn; Polmar, Norman (2004). 《노르망디 상륙부터 파리 해방까지의 D-데이 목격자 증언》. 뉴욕: 반스 앤 노블. ISBN 978-0-7607-5045-2.
- Glantz, David M. (1998). 《타이탄 충돌: 붉은 군대가 히틀러를 막은 방법》. 캔자스 대학교 출판부. ISBN 0-7006-0899-0.
- Goldsworthy, Adrian (2010). 《안토니와 클레오파트라》. 런던: 바이든펠드 & 니컬슨. ISBN 978-0-297-86104-1.
- Goodman, Anthony (1981). 《장미 전쟁: 군사 활동과 영국 사회, 1452–97》. 런던: 라우틀리지 & 케이건 폴. ISBN 0-7100-0728-0.
- Grant, R. G. (2005). 《전투: 5천 년 전투의 시각적 여정》. 도링 킨더슬리. ISBN 0-7566-1360-4.
- Hassig, Ross (1994). 《멕시코와 스페인 정복》. 뉴욕: 롱맨. ISBN 978-0-8061-3793-3.
- Krivosheev, G. F. (1997). 《20세기 소련군 사상자 및 전투 손실》. 그린힐 북스. ISBN 1-85367-280-7.
- Mann, Charles (2005). 《1491: 콜럼버스 이전 아메리카의 새로운 계시》. 뉴욕: 빈티지 북스. ISBN 978-1-4000-3205-1. 1491: 새로운 계시.
- Tucker, Spencer, 편집. (2005). 《제1차 세계 대전 백과사전》 4. ABC-CLIO. ISBN 1-85109-420-2.
- Trần Trọng Kim (1971). 《베트남사략》 (베트남어). 사이공: 학교 자료 센터.
- Tucker, Spencer C (2009). 《분쟁의 글로벌 연대기: 고대 세계에서 현대 중동까지 6권: 분쟁의 글로벌 연대기 [6권]》. ABC-CLIO. ISBN 978-1-85109-667-1.
- Wagner, Margaret; Kennedy, D. M.; Osborne, L. B.; Reyburn, S. (2007). 《미국 의회도서관 제2차 세계 대전 동반자》. 사이먼 & 슈스터. ISBN 978-0-7432-5219-5.
- Whitmarsh, Andrew (2009). 《사진으로 보는 D-데이》. 스트라우드: 히스토리 프레스. ISBN 978-0-7524-5095-7.
- 《하얀 피-빨간 피》 장쩡룽 인민해방군 출판사 1989년 8월 ISBN 7-01-000381-5/ISBN 7-01-000413-7
- 랴오선 전역 보관됨 23 9월 2015 - 웨이백 머신
- Alistair Horne (1977). 《평화의 야만적인 전쟁: 알제리 1954–1962》. 뉴욕 리뷰 오브 북스. ISBN 1-59017-218-3.
- 제임스 그랜트 더프 (2001). 《마라타 역사 (3권)》. 요카이 출판사. ISBN 0-85792-462-1.
- H. R. G Rawlinson (2006). 《파니파트 최후의 전투와 그 배경에 대한 기록.》. 헤스페리데스 출판사. ISBN 978-1-4067-2625-1.
- Hall, Richard C. (2000). 《발칸 전쟁, 1912–1913: 제1차 세계 대전의 서곡》. 라우틀리지. ISBN 0-415-22946-4.